# Municipio de Stewart (condado de Kidder)
El municipio de Stewart (en inglés: Stewart Township) es un municipio ubicado en el condado de Kidder en el estado estadounidense de Dakota del Norte. En el año 2010 tenía una población de 28 habitantes y una densidad poblacional de 0,31 personas por km².

## Geografía
El municipio de Stewart se encuentra ubicado en las coordenadas 47°17′2″N 99°54′36″O / 47.28389, -99.91000. Según la Oficina del Censo de los Estados Unidos, el municipio tiene una superficie total de 89.72 km², de la cual 86,17 km² corresponden a tierra firme y (3,97 %) 3,56 km² es agua.

## Demografía
Según el censo de 2010, había 28 personas residiendo en el municipio de Stewart. La densidad de población era de 0,31 hab./km². De los 28 habitantes, el municipio de Stewart estaba compuesto por el 100 % blancos. Del total de la población el 0 % eran hispanos o latinos de cualquier raza.